# Ribe Amt
Ribe Amt war eine dänische Amtskommune im südwestlichen Jütland, u. a. mit den Städten Ribe (dt.: Ripen) und Esbjerg und der Nordseeinsel Fanø. Das Amt hatte 224.261 Einwohner und eine Fläche von 3131 km². Die Bevölkerungsdichte lag bei 72 Einwohnern je km² (Stand 2006).
Das Gebiet gehört seit 2007 zur Region Syddanmark.

## Entwicklung der Bevölkerung
(1. Januar):
- 1980: 212.624
- 1985: 215.405
- 1990: 218.582
- 1995: 221.750
- 1999: 224.348
- 2000: 224.345
- 2003: 224.257
- 2005: 224.454
- 2006: 224.261

## Kommunen
(Einwohner 1. Januar 2006)
- Billund Kommune (8632)
- Blaabjerg Kommune (6440)
- Blåvandshuk Kommune (4357)
- Bramming Kommune (13.708)
- Brørup Kommune (6553)
- Esbjerg Kommune (81.908)
- Fanø (3143)
- Grindsted Kommune (17.501)
- Helle Kommune (8352)
- Holsted Kommune (6922)
- Ølgod Kommune (11.265)
- Ribe Kommune (18.139)
- Varde Kommune (20.260)
- Vejen Kommune (17.081)